# HVD
HVD (Holographic Versatile Disc), v překladu holografický disk, je médium pro uložení dat. První generace tohoto disku měla maximální kapacitu 250 GB. Nyní[kdy?] už jsou však disky s kapacitou až 500 GB. Jeho potenciál je ale až šestnáctkrát vyšší, okolo 3,9 TB.
Využívá technologie známou jako kolineární holografie, kdy dva lasery, jeden červený a jeden modrozelený, jsou kolimovány do jediného paprsku (tj. jsou téměř dokonale rovnoběžné). Modrozelený laser čte data zakódovaná jako proužky laserové interference z holografické vrstvy blízko horní strany disku, zatímco červený laser je využíván jako referenční paprsek a současně ke čtení servo informací z hliníkové vrstvy (využívané pro klasická CD média) blízko spodní strany disku. Tyto servo informace slouží k monitorování pozice čtecí hlavy na disku, podobně jako informace o hlavě, stopě a sektoru na běžném pevném disku. Na CD nebo DVD jsou tyto servo informace rozptýleny mezi data.